# The History of Little Henry and his Bearer
The History of Little Henry and his Bearer est un livre pour enfant écrit par l'auteur britannique Mary Martha Sherwood. Cet ouvrage a été continuellement imprimé pendant 70 ans après sa première publication et a été traduit en français, allemand, espagnol, hindoustani (1814 ; 1873), chinois, marathi (1853), tamoul (1840) et cinghalais. Le livre raconte l'histoire d'un jeune Britannique qui, sur son lit de mort, convertit au christianisme Boosy, un indien qui s'est occupé de lui tout au long de son enfance. Le livre est dominé par des thèmes impérialistes et évangéliques.